# Дубово (Кесовогорский район)
Дубово — деревня в Кесовогорском районе Тверской области. Входит в состав Феневского сельского поселения.

## География
Находится в 1,5 км на запад от центра поселения деревни Фенево и в 17 км на северо-восток от райцентра посёлка Кесова Гора.

## История
В 1799 году в селе была построена каменная Крестовоздвиженская церковь с 3 престолами. 
В конце XIX — начале XX века село входило в состав Брылинской волости Кашинского уезда Тверской губернии. 
С 1929 года деревня входила в состав Феневского сельсовета Кесовогорского района Бежецкого округа Московской области, с 1935 года — в составе Калининской области, с 1994 года — в составе Феневского сельского округа, с 2005 года — в составе Феневского сельского поселения.

## Население
| 1859 | 2002 | 2010 |
| ---- | ---- | ---- |
| 72   | ↘0   | →0   |